# Inloophuis
Een inloophuis is een meestal publiekelijk, vrij toegankelijke ruimte voor een specifieke doelgroep om tegemoet te komen aan behoeften van deze doelgroep. 
Er zijn in Nederland inloophuizen voor heel verschillende doelgroepen, bijvoorbeeld psychiatrische patiënten, kankerpatiënten, bepaalde groepen ouderen of thuis- of daklozen. In inloophuizen kunnen activiteiten worden georganiseerd zoals informatieoverdracht, creativiteitssessies en bewegingsactiviteiten. Tevens kan in de huiskamer of ontmoetingsruimte of in counseling- en zelfhulpgroepen over persoonlijke problemen worden gepraat.
Deze inloophuizen bestaan vaak alleen maar dankzij sponsors en/of ondersteuning van en door vrijwilligers. Ze zijn vaak gevestigd in voorzieningen met een maatschappelijke of welzijnsfunctie zoals buurthuizen en dagactiviteitencentra.